# August Vischer

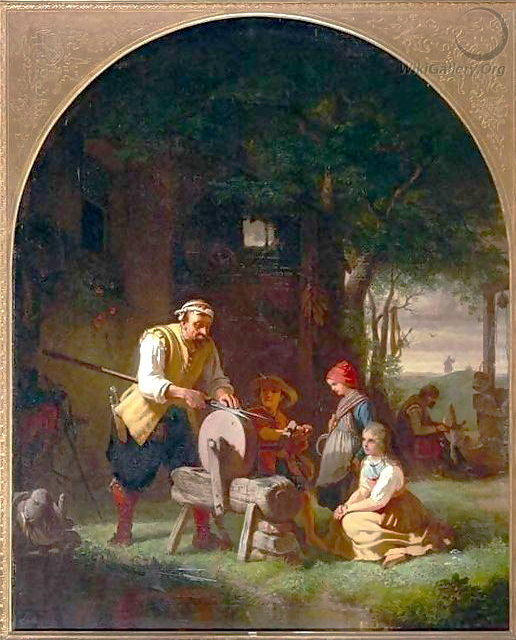
Soldat av trettioåriga kriget

August Vischer, född den 30 juni 1821 i Waldangelloch, Baden, död den 8 januari 1898 i Karlsruhe, var en tysk målare.
Vischer studerade i  Karlsruhe (han var först litograf), därefter en kort tid i München för Cornelius och Schnorr och från 1847 i Antwerpen för Wappers och de Block. Efter att 1849 mot sin vilja ha deltagit i det badensiska upproret slog han sig ned i München, där han vann bifall för sina genre- och historiemålningar. Bland dessa märks Badensiska friskaror, som får underrättelse om ett nederlag, Diane de Poitiers inför Frans I, Coligny överraskad av spanjorerna i Saint Quentin med flera. Sedan han  1853-54 vistats i Paris komponerade han Frans I tillfångatagen efter slaget vid Pavia. Sedan han blivit hovmålare, målade han 1864 en av sina huvudbilder, Berthold av Zähringen slår milaneserna vid Adda (i Karlsruhes museum), varpå följde väggmålningar i bayerska nationalmuseum, bland dem Roms stormning av tyskarna (1875).